# 海鮮丼

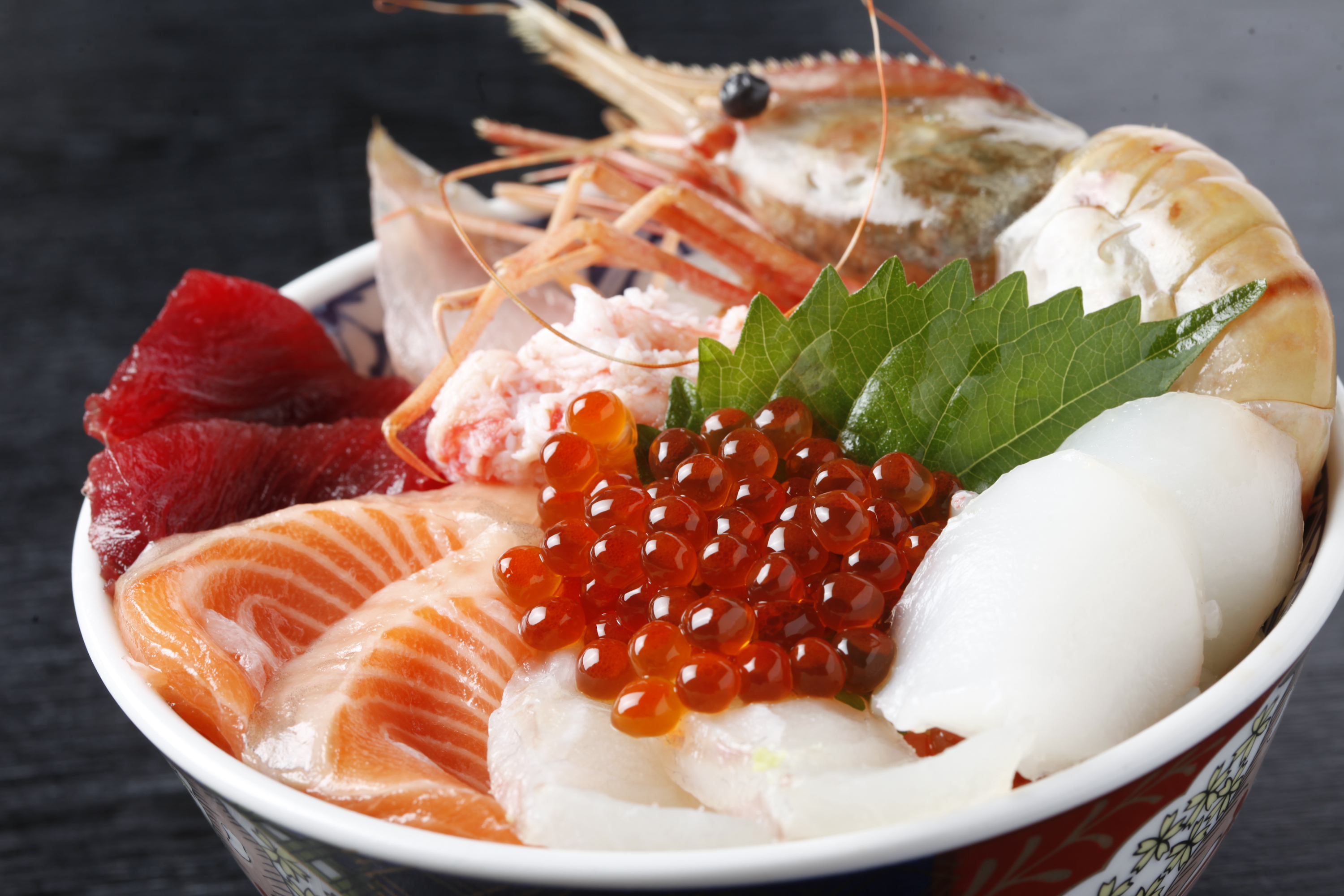
海鮮丼

海鮮丼（かいせんどん）とは、白飯または、酢飯の上に魚介類の刺身などを盛りつけた丼物料理。海鮮丼の飯には白飯を使うものを海鮮丼と呼び、酢飯を使うものは海鮮丼ではないという地域や個人がいる一方、寿司屋で酢飯の上に海鮮をのせたものを海鮮丼と呼ぶ地域や店もあり、双方が存在する。
冷凍技術が発展した戦後に誕生し、北海道、東北など北日本から全国に広まったと推測されている。江戸前のちらし寿司から派生したものという説もある。
江戸前寿司におけるちらし寿司は、酢飯に握り寿司用の種を飾り乗せした料理であるが、海鮮丼は酢を加えない温かい白飯を台とすると説も存在する一方、寿司屋でもちらし寿司と海鮮丼の両方を提供している店も存在し、両者の区別は曖昧である。海鮮丼自体の定義は法や条例、省令、規則などでの規定および業界団体などでの規定はなく、台の飯に関しては2つの異なる意見が存在し、かつそれぞれが自らの説が正しいと主張していることが特徴的である。発祥に関しては様々な説が存在するものの、特定する明確な記録はなく諸説存在する。
また寿司屋ではなく海産物中心の食堂や海鮮料理店で出される場合、ちらし寿司とは異なり寿司屋独特の仕事を施した種は用いられない。よく使用されるのはマグロ、ホタテ、サーモン、イカ、エビ、タコ、カニ、イクラ、ウニなどの北日本で水揚げされる魚介類の刺身である。

## 食べ方
丼飯なので特に作法はない。味付けされていない生魚が用いられている場合は、わさび醤油を全体にふりかけたり、手塩皿に取った醤油に種をその都度つけながら食べたりする。

## 主な種類
単体の食材
- マグロ丼
  - 鉄火丼 - マグロの赤身の刺身を酢飯に盛る
  - 東丼 - 醤油漬けにしたマグロの刺身を白飯に盛る（づけ丼でもある）[3]
- づけ丼 - 醤油漬けにした刺身（マグロ・カジキ・サワラなど）
  - 東丼・仙台づけ丼など
- ウニ丼 - 生ウニ（ムラサキウニ・バフンウニなど）
- イクラ丼 - 塩漬けまたは醤油漬けのイクラ
- しらす丼 - 釜揚げまたは生のしらす
- カニ丼 - 茹でたカニ（ズワイガニ・ケガニなど）のむき身
- エビ丼 - 生エビ（アマエビ・ボタンエビなど）のむき身
- イカ丼 - イカ（主にヤリイカ・スルメイカ）の刺身。薬味としておろしショウガが添えられる
- サバ丼 - 関サバを使用

複数の食材
- 海鮮丼 - 様々な具材を載せたもの[4]。
- ウニイクラ丼 - 生ウニとイクラを載せたもの。
- 鮭イクラ丼（鮭親子丼） - 鮭の塩焼き（又は、ほぐし身）とイクラを載せたもの。
- 巴丼 - ウニ・イクラ・ホタテを載せたもの。函館市が発祥とされる[5]。
- 三色丼 - 魚介三種を載せたもの。
  - 松前マグロ三色丼など
- 勝手丼 - 客のリクエストによる任意の魚介を載せたもの。釧路市が発祥とされる。
- ばくだん丼 - マグロの赤身やトロに加え、生卵、納豆、オクラなどをのせたもの。具材は地方によって差異が見られる。
- づけあな丼 - マグロのづけ・煮穴子を載せたもの。東京都銀座が発祥とされる。

## その他
- 2017年Jタウン研究所が行った「海鮮丼は酢飯？それとも白飯？」をテーマに行ったアンケート調査（総得票数605、2017年5月9日～30日）によると、全体では酢飯と答えた割合が69.9％、白飯と答えた割合が30.1% という結果であった[6]。
- 2024年2月にオープンした商業施設「豊洲 千客万来」では、高額な海鮮丼が提供され、SNS上で「インバウンド」にかけて「インバウン丼」と揶揄された[7]。

## ギャラリー

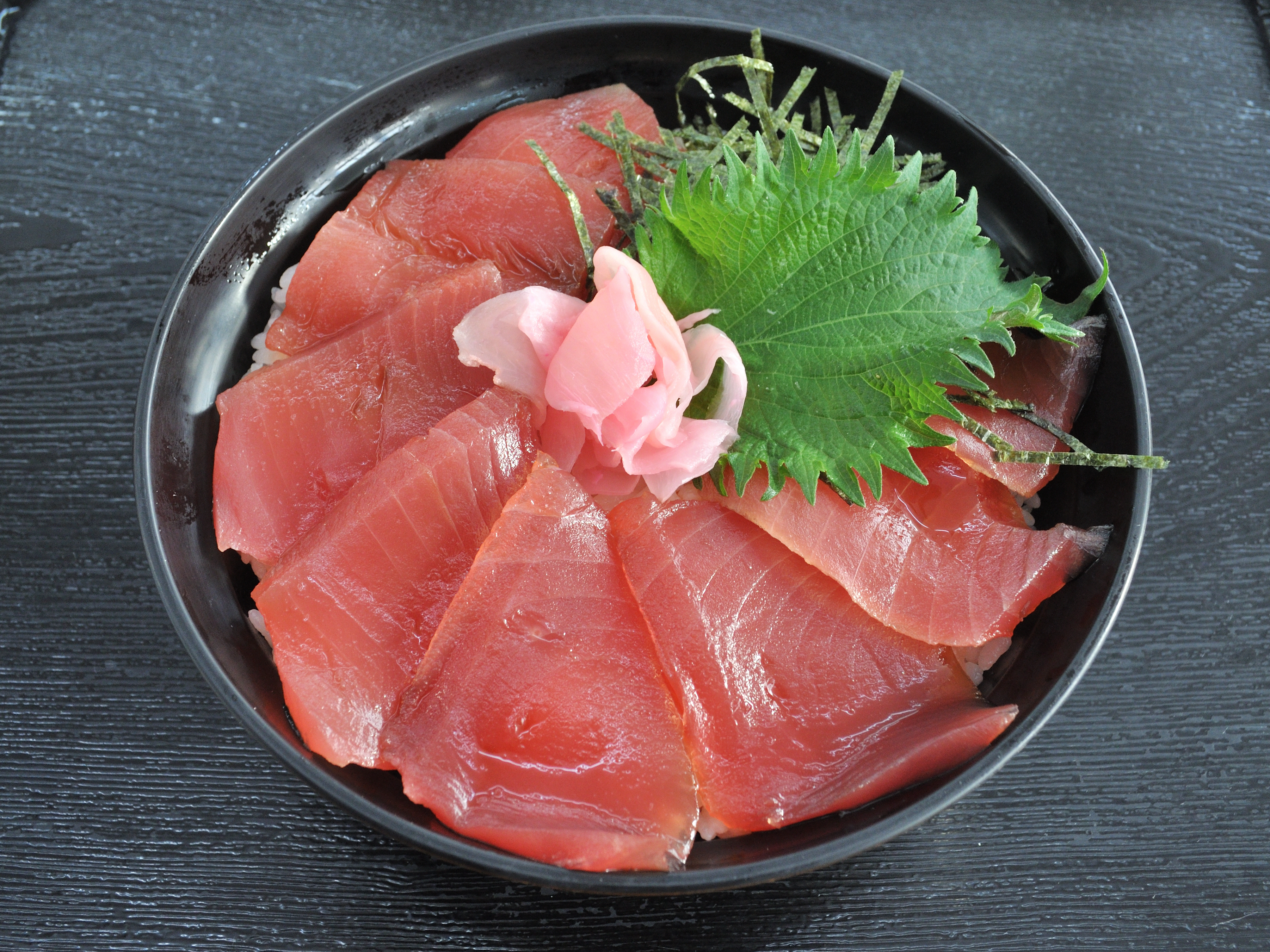
鉄火丼
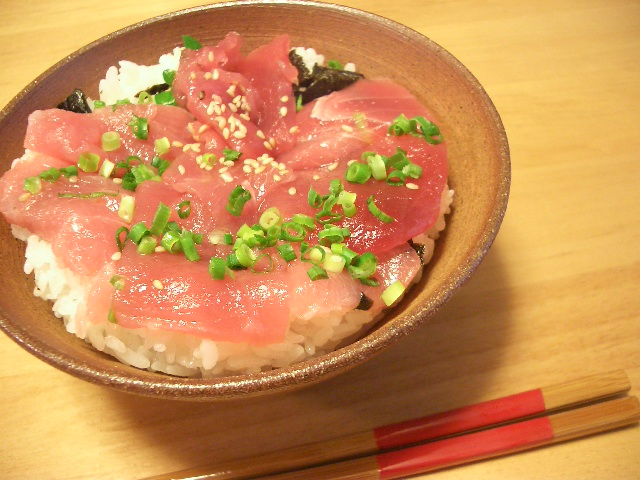
マグロ丼
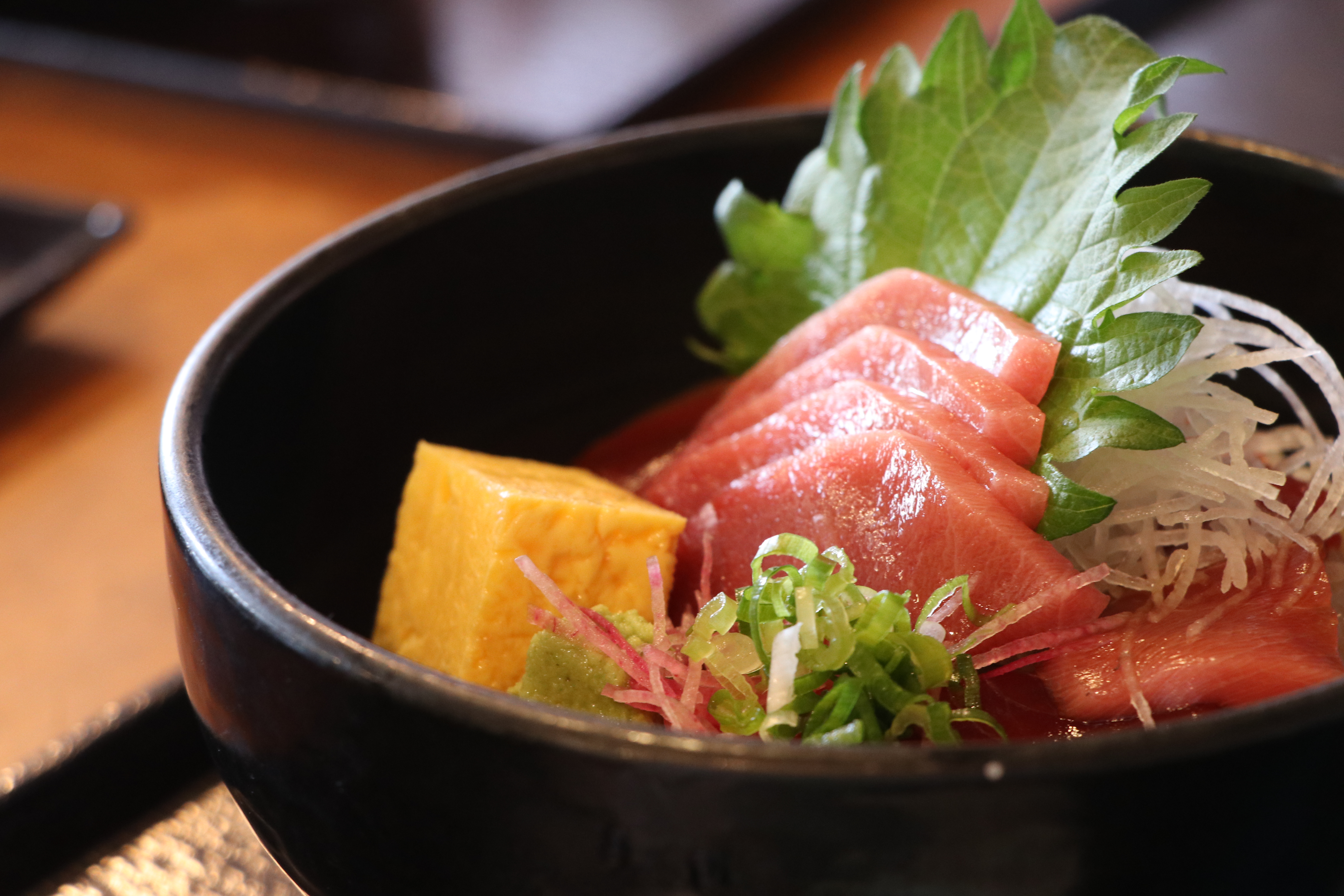
マグロのづけ丼
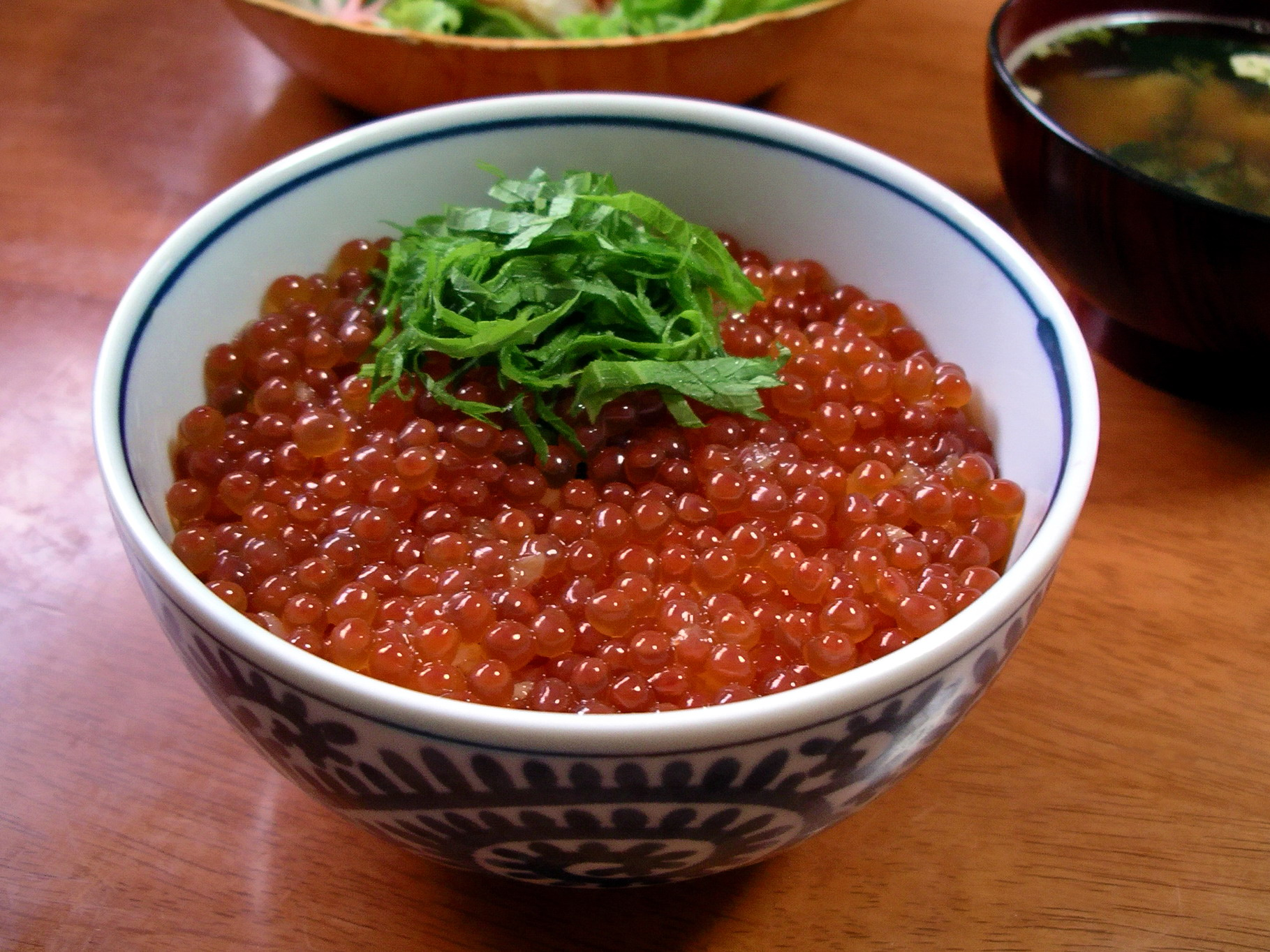
イクラ丼
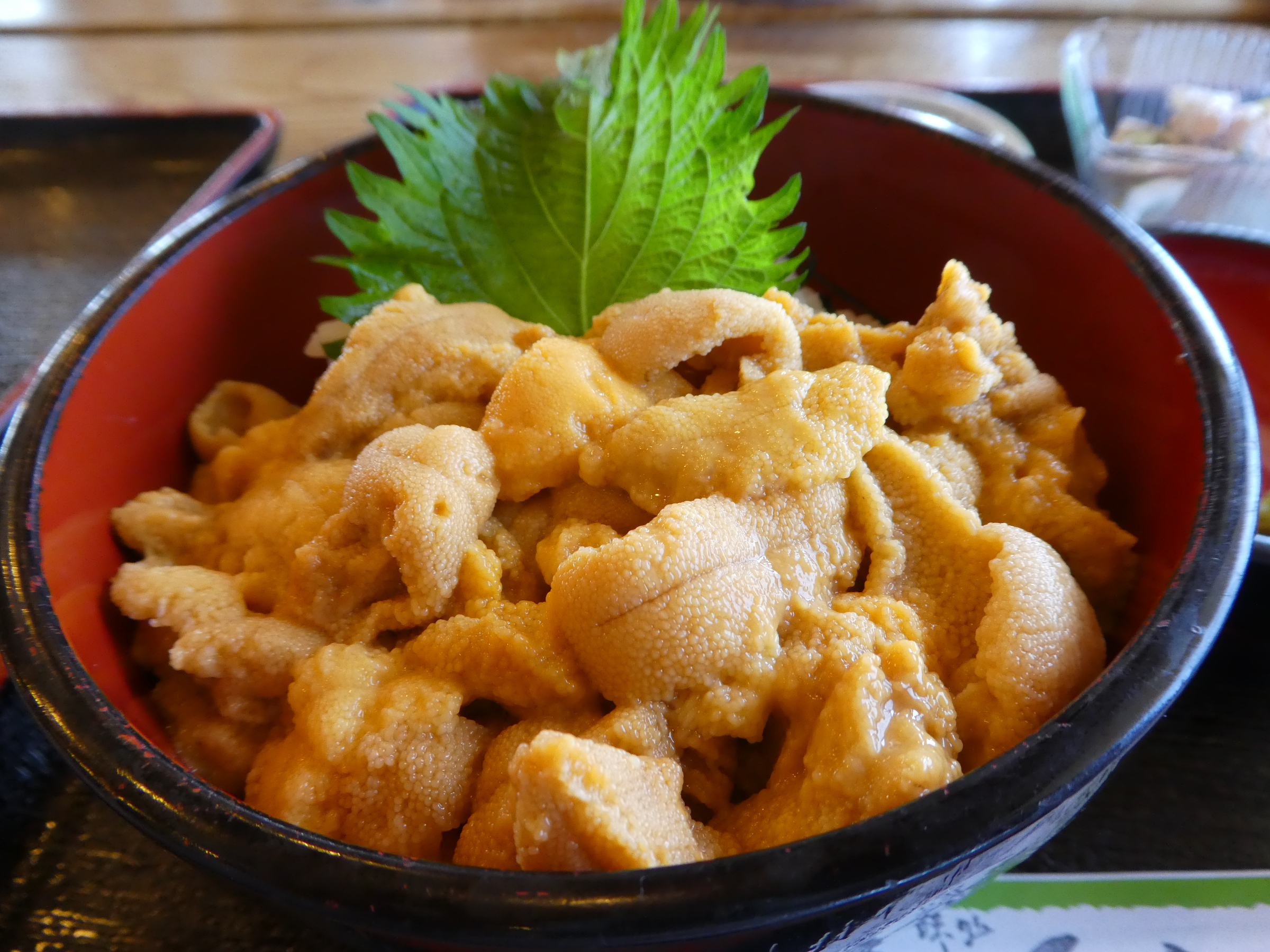
ウニ丼
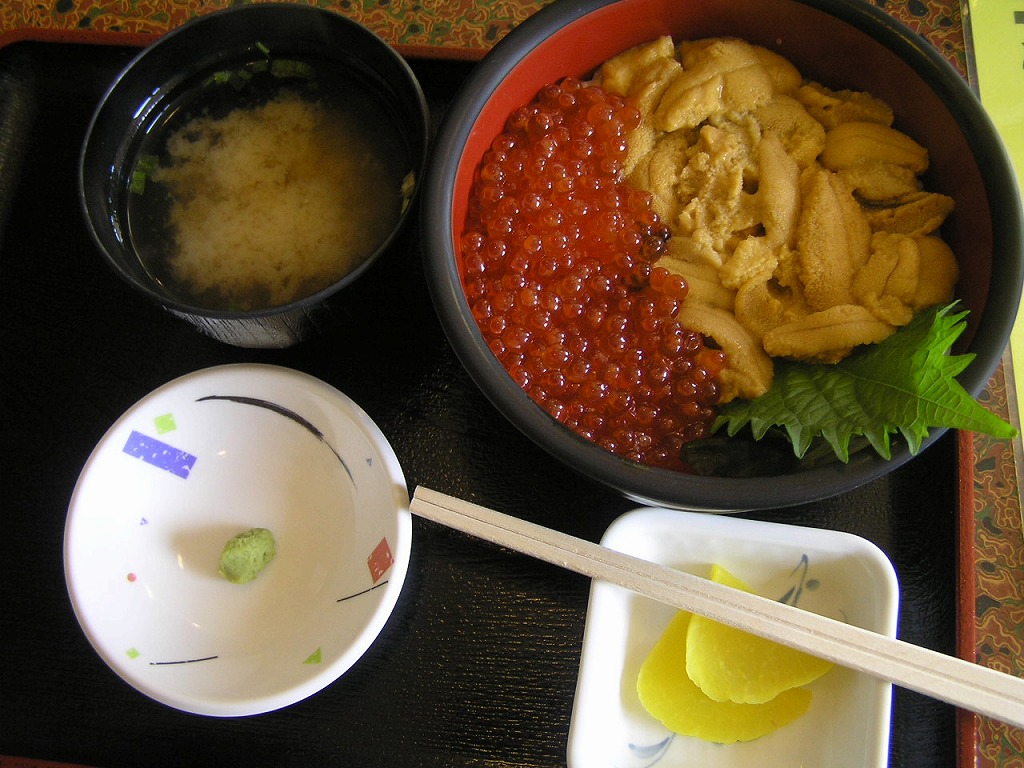
ウニイクラ丼
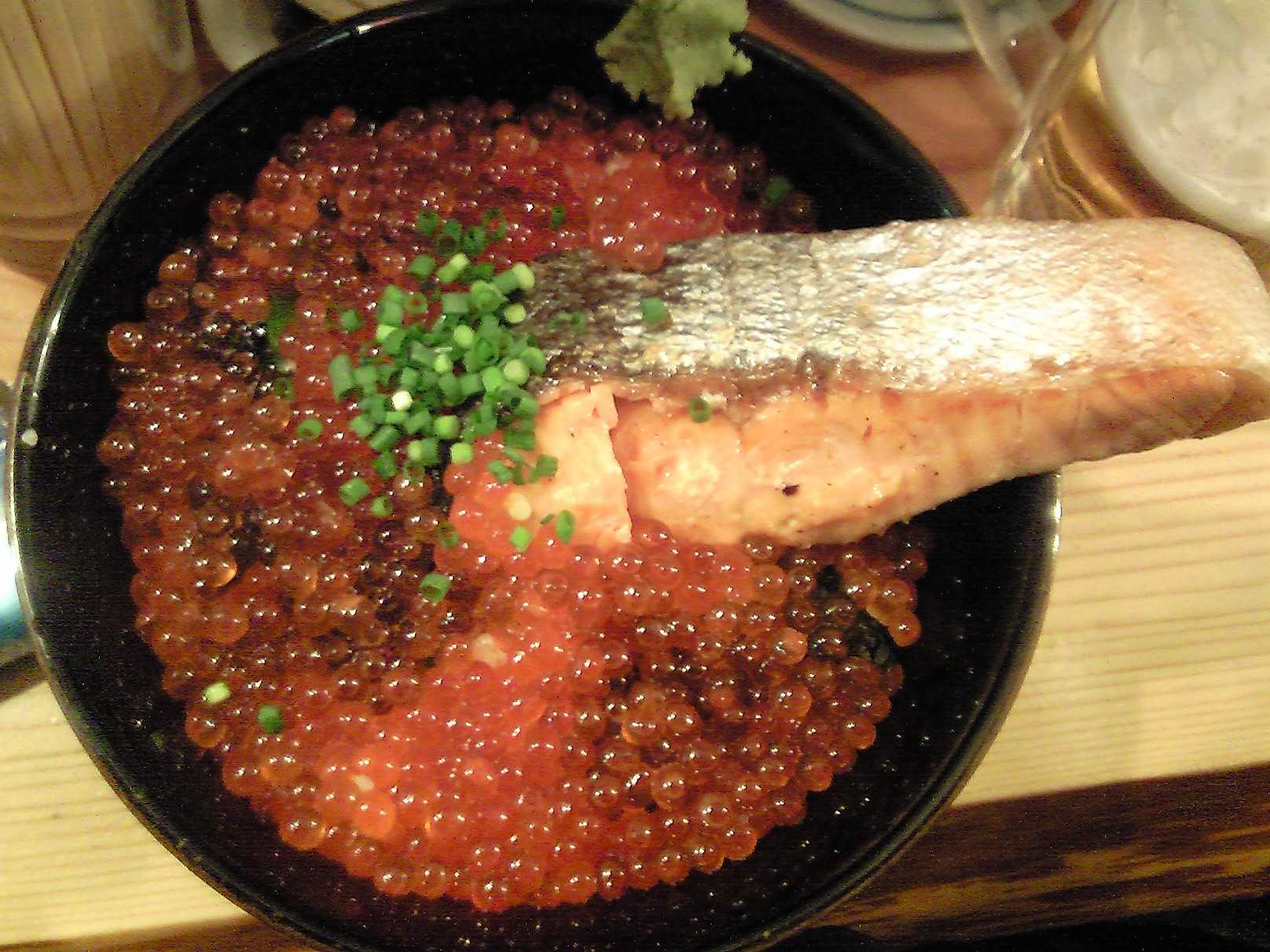
鮭イクラ丼
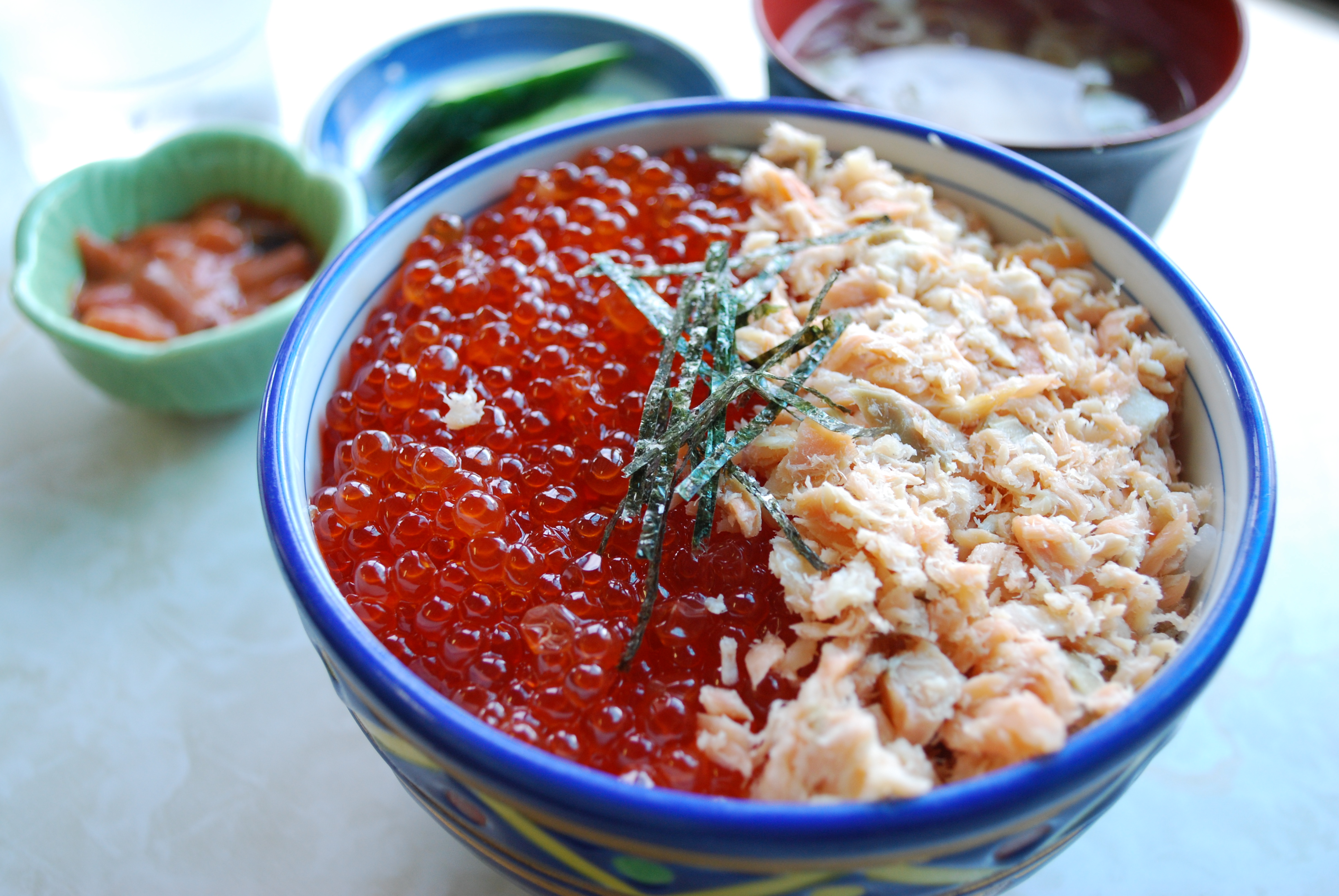
鮭イクラ丼（サケのほぐし身）
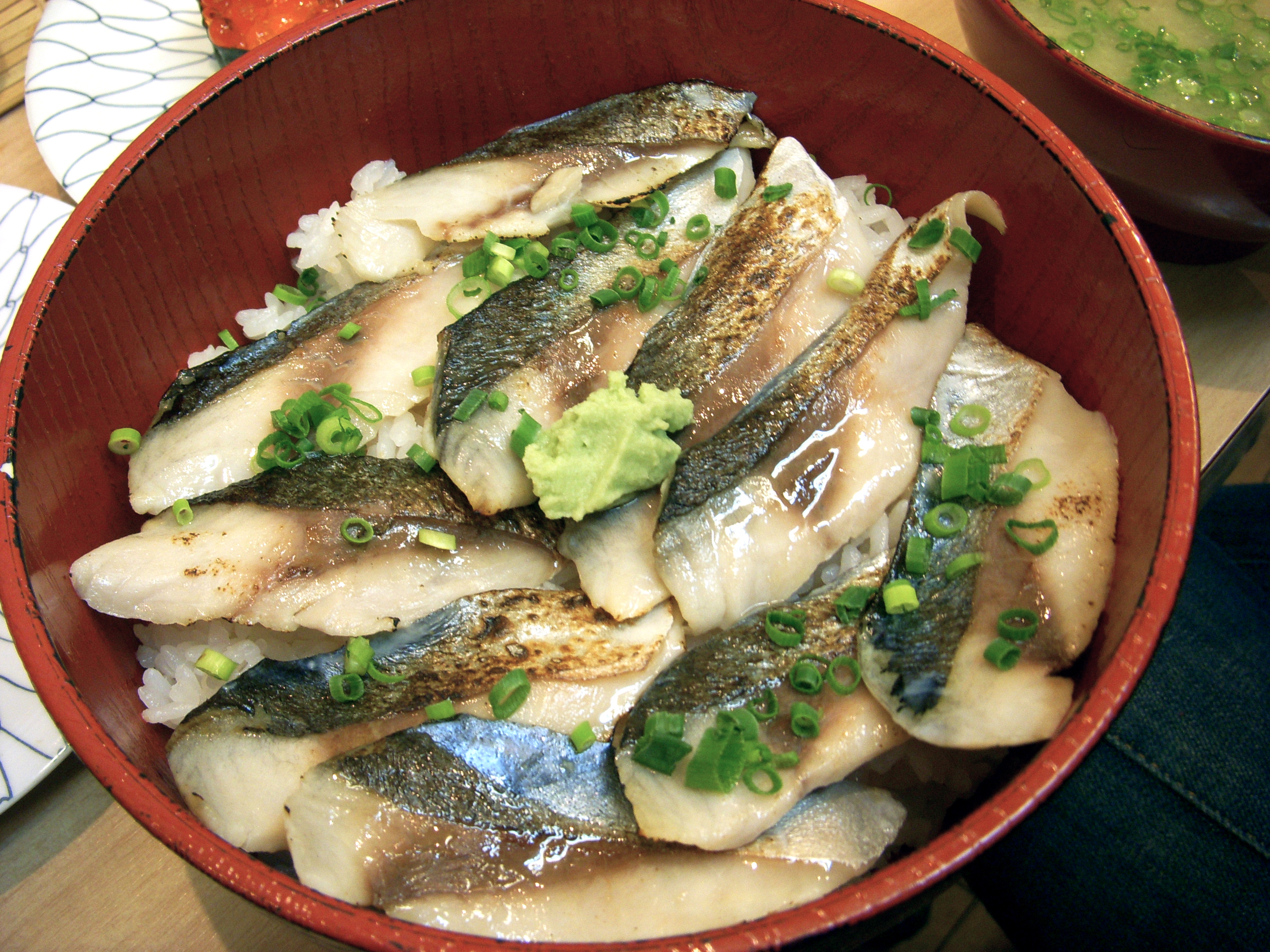
サバ丼
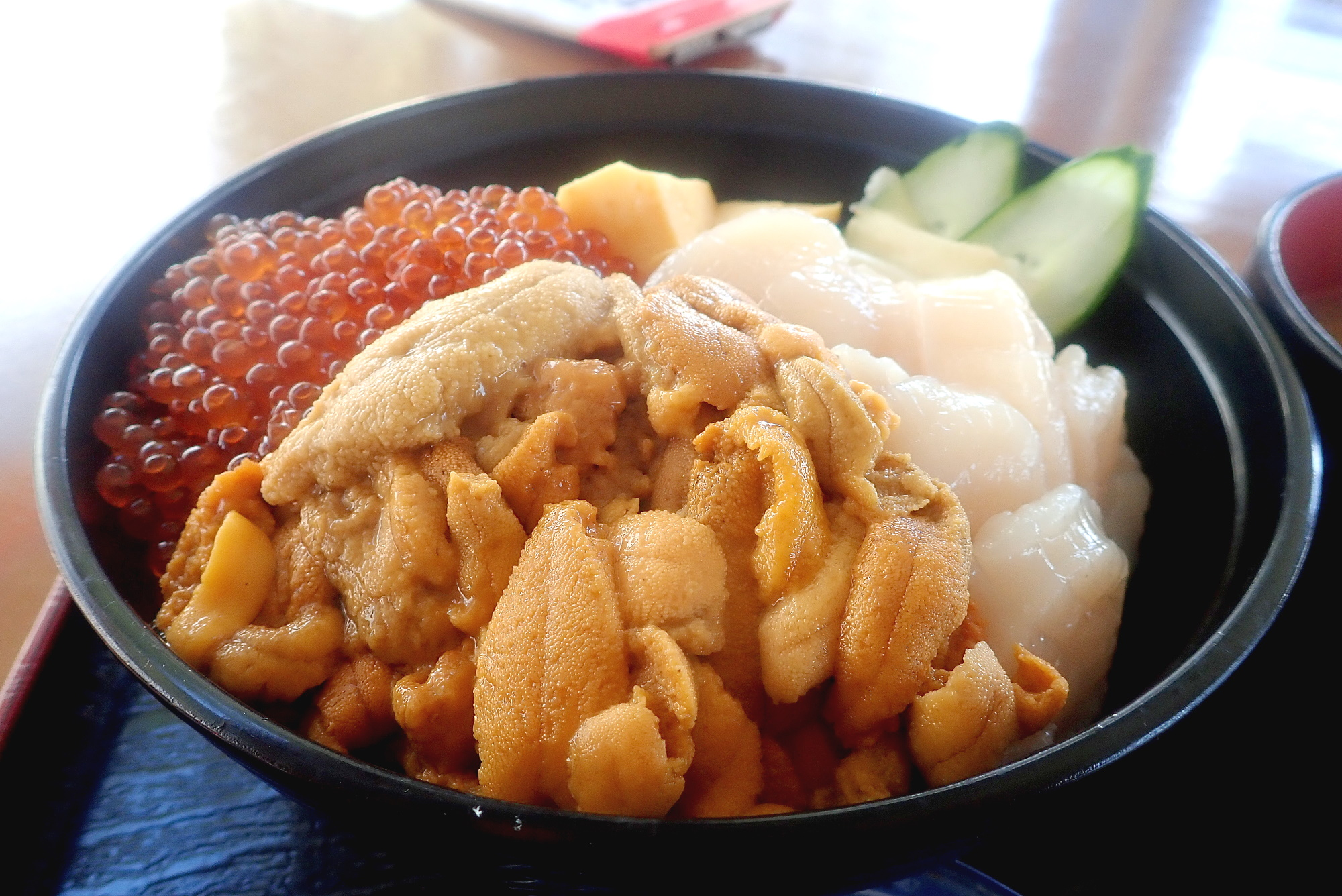
巴丼（イクラ、ウニ、ホタテ）
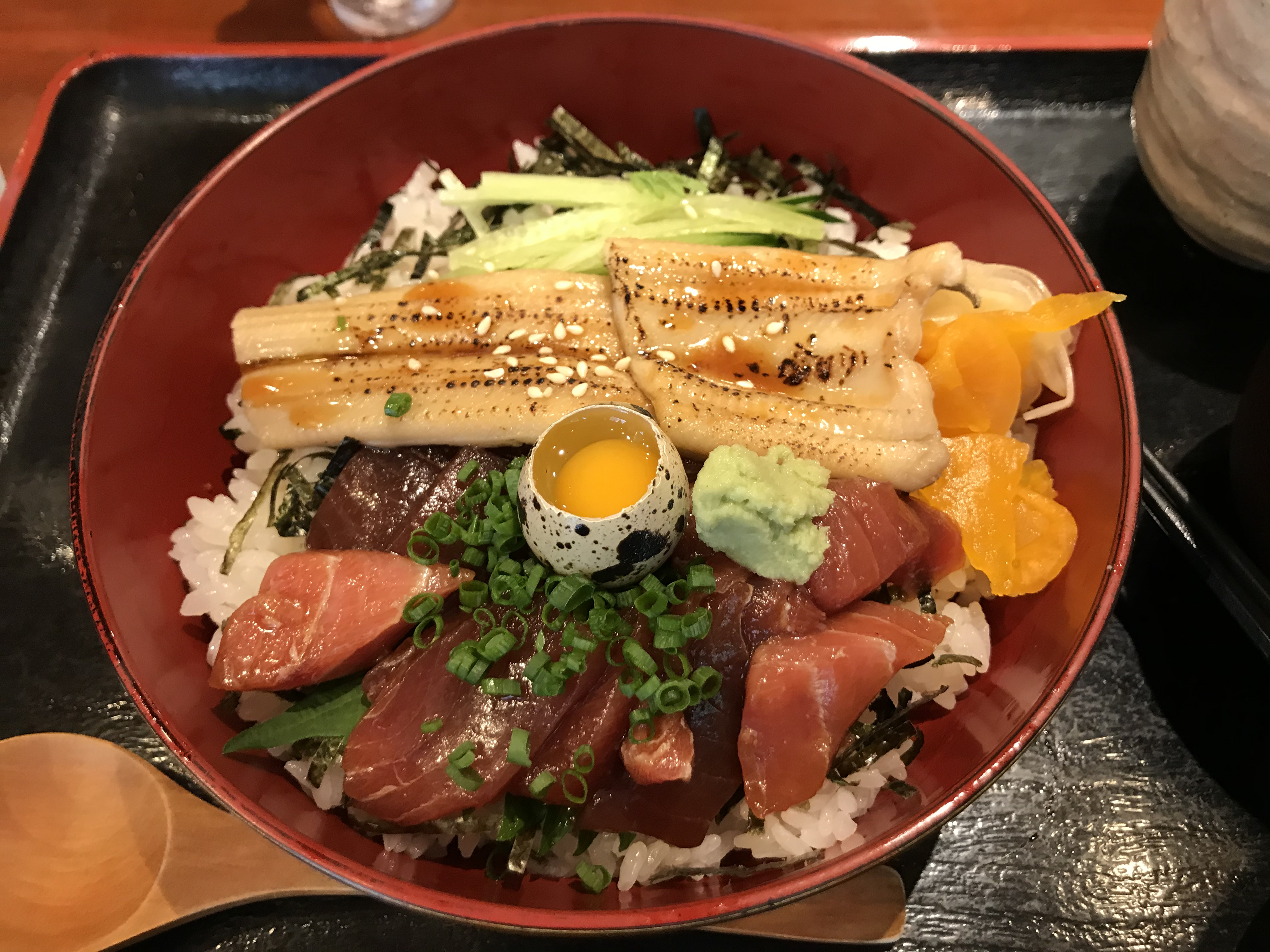
づけあな丼（マグロのづけ、煮穴子）